# Lasiocercis perroti
Lasiocercis perroti là một loài bọ cánh cứng trong họ Cerambycidae.